# 이치키 미츠히로
이치키 미츠히로(일본어: 市来 光弘 いちき みつひろ[*], 1982년 1월 10일 ~ )는 일본의 남자 성우이다. 가고시마현 출신. 마우스 프로모션 소속.